# Giovanni Saldarini

Kardinalswappen von Giovanni Saldarini

Giovanni Kardinal Saldarini (* 11. Dezember 1924 in Cantù, Provinz Como; † 18. April 2011 in Mailand) war Erzbischof von Turin und Kardinal der Römischen Kirche.

## Leben
Giovanni Saldarini, ältestes von drei Kindern, studierte nach der Schulzeit Katholische Theologie und empfing am 31. Mai 1947 durch Alfredo Ildefonso Kardinal Schuster OSB im Mailänder Dom das Sakrament der Priesterweihe. Nach weiteren Studien wurden ihm Lizentiate in den Fächern katholische Theologie und Biblische Exegese verliehen. In den Jahren 1952 bis 1967 lehrte er Biblische Theologie am Priesterseminar von Venegono. Ab 1967 wirkte er als Gemeindepfarrer in Mailand. Papst Johannes Paul II. verlieh ihm  am 24. April 1979 den Titel Ehrenprälat Seiner Heiligkeit.
Im Juni 1983 wurde er durch Carlo Maria Kardinal Martini SJ zum Generalvikar des Erzbistums Mailand berufen.
Am 10. November 1984 ernannte ihn Johannes Paul II. zum Titularbischof von Gaudiaba und bestellte ihn zum Weihbischof im Erzbistum Mailand. Die Bischofsweihe spendete ihm der Mailänder Erzbischof am 7. Dezember desselben Jahres. Mitkonsekratoren waren dessen Amtsvorgänger, Giovanni Umberto Kardinal Colombo, und der Bischof von Bergamo, Giulio Oggioni. Am 31. Januar 1989 wurde er zum Erzbischof von Turin und 1990 zum Päpstlichen Beauftragten für Fragen bezüglich des Grabtuchs von Turin ernannt.
Johannes Paul II. nahm ihn am 28. Juni 1991 als Kardinalpriester mit der Titelkirche Sacro Cuore di Gesù a Castro Pretorio in das Kardinalskollegium auf. 1999 reichte Kardinal Saldarini aus Krankheitsgründen seinen Rücktritt vom Amt des Erzbischofs von Turin ein, den Johannes Paul II. am 19. Juni desselben Jahres annahm. Er zog sich daraufhin nach Mailand zurück und starb 2011 in der dortigen Klinik San Giuseppe. Beigesetzt wurde Kardinal Saldarini im Turiner Dom.

## Wirken
Giovanni Saldarini war als Schüler von Kardinal Carlo Maria Martini ein bekannter Bibelwissenschaftler. Bekannt wurde er durch seinen pastoralen Einsatz für Aids-Erkrankte, Drogenabhängige und illegale Einwanderer. Bei einem Arbeitskampf bei Fiat 1994 stellte er sich mit Michele Kardinal Giordano, dem Erzbischof von Neapel, und Carlo Maria Kardinal Martini demonstrativ an die Seite der Arbeiter.